# Стиля (річка)
Стиля (крим. Stilâ) — річка в Україні, на Кримському півострові. Ліва притока Качі (басейн Чорного моря).

## Опис
Довжина річки 15 км, найкоротша відстань між витоком і гирлом — 11,47  км, коефіцієнт звивистості річки — 1,31 . Площа басейну водозбору 25,4  км². Річка формується багатьма безіменними струмками.

## Розташування
Бере початок на західних схилах Ялтинської яйли та на північно-східній стороні від гори Оксек. Тече переважно на північний захід і на південно-східній стороні від села Синапне впадає у річку Качу (Загорське водосховище).
Біля витоку річки на відстані приблизно 2,93 км пролягає автошлях Р34.